# Megaselia unicolor
Megaselia unicolor är en tvåvingeart som först beskrevs av Schmitz 1919.  Megaselia unicolor ingår i släktet Megaselia och familjen puckelflugor. Arten är reproducerande i Sverige. Inga underarter finns listade i Catalogue of Life.